# Pericoma pseudoexquisita
Pericoma pseudoexquisita is een muggensoort uit de familie van de motmuggen (Psychodidae). De wetenschappelijke naam van de soort is voor het eerst geldig gepubliceerd in 1940 door André Léon Tonnoir.